# Gornergratbahn

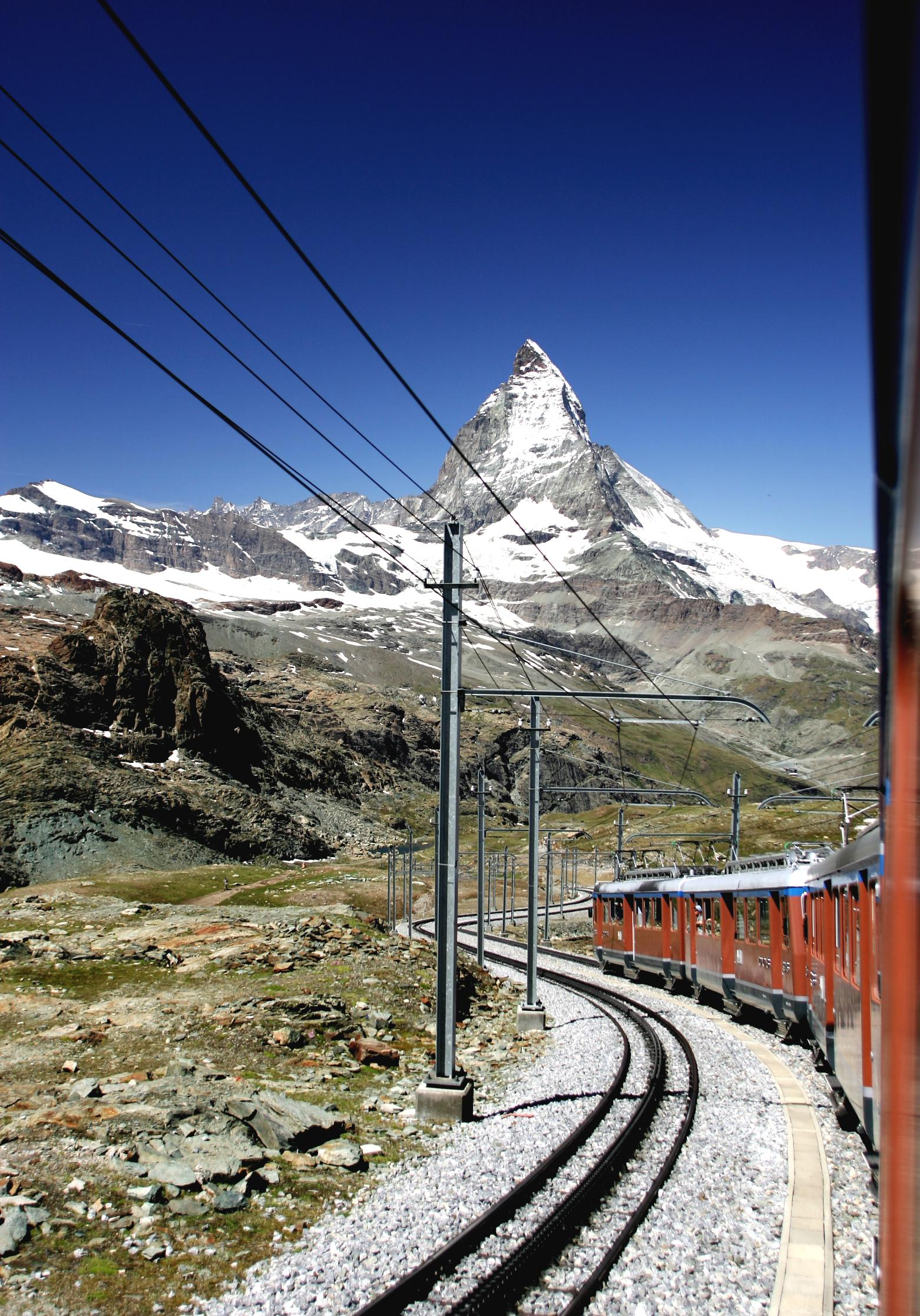
Gornergratbahn med Matterhorn i bakgrunden.

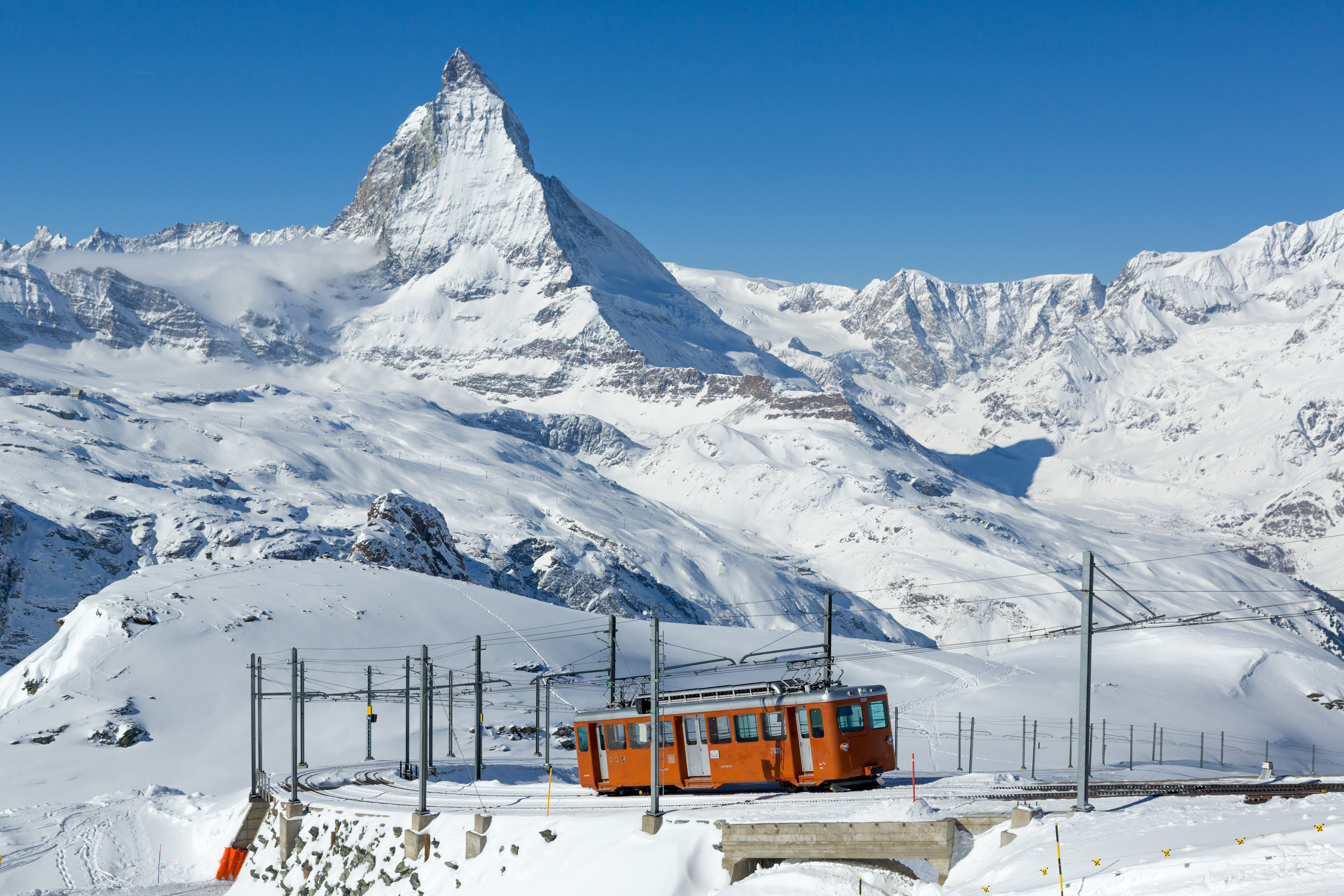
Gornergratbahn, vintertid.

Gornergratbahn i kommunen Zermatt i Schweiz är en kuggstångsbana upp till den 3 135 meter höga bergskammen Gornergrat. Den är efter Jungfraubahn den näst högsta bergbanan i Europa. Från utsiktspunkten vid banans bergstation syns flera markanta berg som Matterhorn och Monte Rosa. Bergkammen är även ett vintersportcentrum.

## Historik
Företaget som tänkte skapa banan fick sin koncession 1892, och 1896 påbörjades bygget. Invigningen ägde rum den 20 augusti 1898.
Gornergratbahn uppfördes som smalspårig järnväg med en spårvidd av 1000 mm. Banan var i början en järnväg med trefasmatning med el och var Schweiz första elektriska järnväg. Växelströmmen kom i början från ett vattenkraftverk, men levereras idag efter frekvensändringar från landets allmänna elnät.
År 1909 byggdes på bergkammen 310 meter järnvägsspår. Fram till 1928 drevs banan bara under sommaren, men därefter används den också under vinterdagar med bra väderförhållanden. År 1939 påbörjades en 770 meter lång gallerikonstruktion i ett område med många laviner. På grund av andra världskriget färdigställdes konstruktionen först 1941. Tåget uppnådde fram till 1947 en hastighet av endast 7 km/h. Då antalet turister ökade, köptes nya lokomotiv som klarade sträckan på mindre än halva tiden.